# Atuagassiaq Kalaaleq
Atuagassiaq Kalaaleq („Zeitschrift Grönländer“), auch kurz Kalaaleq, ist eine grönländische Zeitschrift.

## Geschichte
1973 gründete der Schriftsteller Otto Sandgreen die Sprachvereinigung Kalaallisut Oqaatsivut. Diese gab ab 1977 unregelmäßig eine Zeitschrift heraus, mit ein bis drei Ausgaben pro Jahr. Erst 1981 erschien die Atuagassiaq Kalaaleq regelmäßig, nämlich alle zwei Monate. Otto Sandgreen war auch der erste Redakteur der Zeitschrift. Er wollte eine ausschließlich grönländischsprachige Zeitschrift schaffen, um die einsprachigen Grönländer mit Lesestoff zu versorgen. Ab 1985 erschien die Zeitschrift monatlich. Zum Jahreswechsel 1987/88 übernahm Hans L. Larsen die Redaktion, die somit von Nuuk nach Sisimiut umzog. 2002 wurde er von Ole Filemonsen abgelöst, aber noch im selben Jahr ging die Redaktion an die grönländische Schriftstellervereinigung Kalaallit Atuakkiortut über, wobei der Schriftsteller Hans Anthon Lynge Redakteur wurde. 2014 erhielt die Zeitschrift den Grönländischen Kulturpreis für ihren kulturellen Verdienst während ihres jahrzehntelangen Erscheinens.
In der Zeitschrift erscheinen Beiträge aus sämtlichen Bereichen, wie bspw. Erzählungen, Geschichte, Feuilleton, Wissenschaft, Lyrik oder Sprache.